# Claravis geoffroyi
La tortorina aliviola o tortora barrata di porpora  (Paraclaravis geoffroyi, sin.: Claravis geoffroyi, Claravis godefrida (Temminck, 1811)) è un uccello della famiglia Columbidae, diffuso in Sud America.

## Conservazione
La IUCN Red List classifica Claravis geoffroyi come specie in pericolo critico di estinzione (Critically Endangered).